# Thomas Lindemann der Ältere

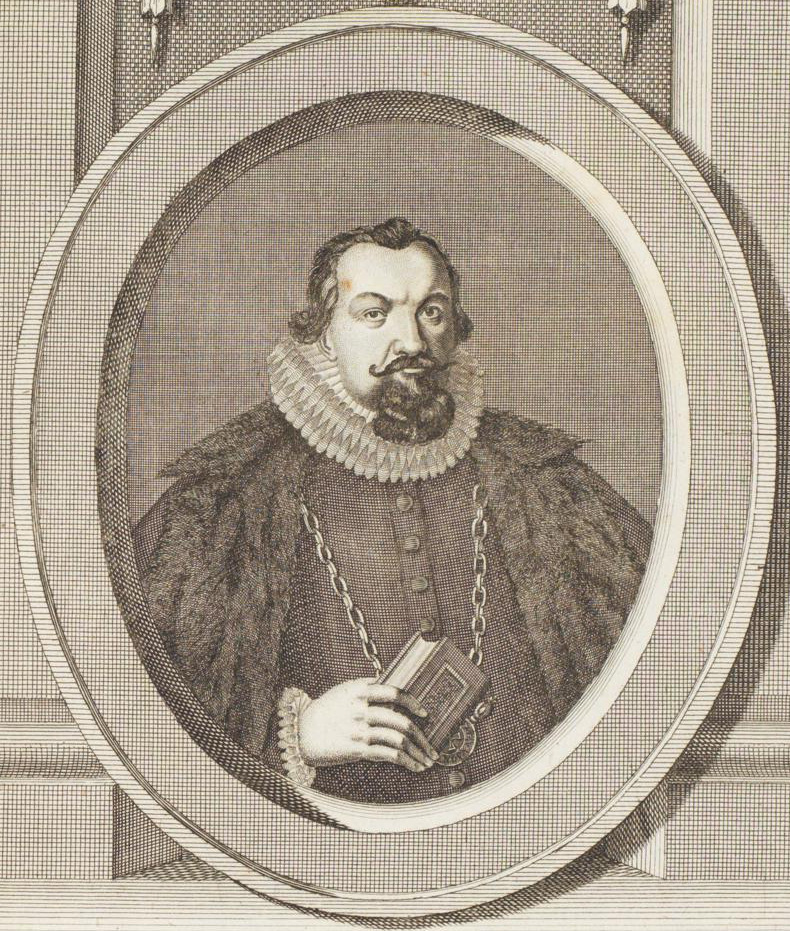
Thomas Lindemann
(In: Ernst Joachim von Westphalen: Monumenta Inedita Rerum Germanicarum Praecipue Cimbricarum Et Megapolensium … T. 3. Leipzig 1743, nach Sp. 1382.)

Thomas Lindemann der Ältere (* 28. September 1570 in Herford; † 14. März 1632 in Rostock) war ein deutscher Rechtswissenschaftler, Hochschullehrer und Rektor.

## Leben
Thomas Lindemann wurde als Sohn des Brauers Heinrich Lindemann und dessen Frau Anna Kirchof geboren. Er besuchte bis zum 17. Lebensjahr die Herforder Stadtschule. 1592 begann er ein Studium der Rechtswissenschaften an der Universität Rostock und war daneben bereits als Hauslehrer tätig. 1596 begab er sich als Präzeptor im Auftrag des Lübecker Kanzlers Jakob Bording mit dessen zwei Stiefsöhnen Bernhard und Heinrich Wedemhof (später Ratsherr bzw. Bürgermeister in Lübeck) für drei Jahre an die Universität Straßburg. Hier disputierte er gemeinsam mit seinen Schützlingen unter Georg Obrecht und ging dann mit ihnen auf eine Bildungsreise, die nach England, Frankreich und Italien führte. In Padua war er bereits als Syndikus der „Deutschen Nation“ tätig und disputierte als Präses.
1605 kam für Lindemann der Ruf an die Universität in Rostock, wo er an der Juristischen Fakultät als Nachfolger des verstorbenen Heinrich Camerarius zum ordentlichen Professor der Rechte ernannt wurde. Am 13. Juni 1605 wurde er als schon gewählter Professor von Ernst Cothmann zum Dr. iur. utr. promoviert. Zwischen 1607 und 1632 hatte er achtmal die Funktion des Rektors inne.
Thomas Lindemanns Wissen wurde von den norddeutschen Regenten sehr geschätzt, so wurde er etwa von Johann Friedrich von Schleswig-Holstein-Gottorf, Erzbischof zu Bremen, von Herzog August I. (Braunschweig-Lüneburg) oder von Herzog Adolf Friedrich I. (Mecklenburg) als Rat angefordert. Für seine Verdienste wurde er mit dem Titel Rat geehrt und zum kaiserlichen Hofpfalzgraf „Comes palatinus Caesareus“ ernannt. 1621 wurde er zudem zum Stadtsyndikus von Rostock berufen. In dieser Funktion war er u. a. bereits 1621 mit einer Delegation des Rates zu Verhandlungen über hansische Zollfragen bei Christian IV. von Dänemark.
Thomas Lindemann starb 1632 während seiner achten Amtszeit als „Rector magnificus“. Die Trauerrede der Juristischen Fakultät wurde von Albert Hein gehalten. Sein Porträt befindet sich in Ernst Joachim von Westphalens Monumenta Inedita Rerum Germanicarum Praecipue Cimbricarum, Et Megapolensium (1743).

## Familie
Thomas Lindemann war ab 1605 verheiratet mit Ursula Scharffenberg (1585–1614), der Tochter des Rostocker Ratsherrn Bernhard Scharffenberg (1544–1619) und dessen Frau Agneta, geb. Beselin (1563–1624) und Schwester von Nicolaus Scharffenberg. Nach deren Tod war er ab 1616 in zweiter Ehe mit Elisabeth Hahn verheiratet, der Tochter des Bernhard Hahn und dessen Frau Elisabeth, geb. Clinge. Von beiden Frauen hatte er zusammen 12 Kinder, von denen neun den Vater überlebten. Bekannte Kinder waren:
- Thomas d. J. (1609–1645), Theologe, ord. Prof. in Rostock (1635), Pastor der deutschen Gemeinde in Kopenhagen (1638) und Kanonikus in Roskilde (1645).
- Bernhard (1610–1669), Jurist, Respondent in Wittenberg (1631) und Rostock (1652), Protonotarius und Senator in Rostock
- Joachim (1617–1669), Erzdiakon [= Archidiakon] der Marienkirche in Rostock
- Agneta (1622–1640)
- Albert (1629–1646)

Ein Bruder von Thomas Lindemann war der Rostocker Bürger Heinrich Lindemann (1580–1625).